# Будково
Будково (пол. Budkowo) — село в Польщі, у гміні Дробін Плоцького повіту Мазовецького воєводства.
Населення — 119 осіб (2011).
У 1975-1998 роках село належало до Плоцького воєводства.

## Демографія
Демографічна структура станом на 31 березня 2011 року:
|          | Загалом | Допрацездатний вік | Працездатний вік | Постпрацездатний вік |
| -------- | ------- | ------------------ | ---------------- | -------------------- |
| Чоловіки | 55      | 9                  | 40               | 6                    |
| Жінки    | 64      | 15                 | 34               | 15                   |
| Разом    | 119     | 24                 | 74               | 21                   |